# Heliconema peguense
Heliconema peguense là một loài rêu trong họ Calymperaceae. Loài này được Besch. L.T. Ellis & A. Eddy mô tả khoa học đầu tiên năm 1989.